# Alnus dolichocarpa
Alnus dolichocarpa — вид квіткових рослин з родини березових. Поширення: Північний Іран.

## Біоморфологічна характеристика
Дерево до 25 м. Кора темно-сіра, жолобчаста. Гілочки кутасті, трикутні, сіруваті з короткими волосками. Листя яйцеподібне, еліптичне або майже кругле, злегка косе, 9–16 × 5–10 см, основа серцеподібна, верхівка різко загострена (довго загострена) або хвостата, верхня половина з великими трикутними зубцями, базальна половина пилчаста до хвилястої, пластинка гола, жилки іноді рідко запушені, домація волохата, є 7–8 жилок по обидва боки від середньої жилки, прямі, виступаючі, червонувато-коричневі; ніжка листка 2–3 см завдовжки, запушена, спочатку червонувата. Тичинкові суцвіття 1–4, 25–40 мм завдовжки, тонкі. Маточкові суцвіття червоні з відносно довгою плодоніжкою. Плід дерев'янистий, конусоподібний, яйцеподібно-еліптичний, 30–40 × 10–20 мм, приквітки з 4–6 великими зубцями, спірально розтягнуті до верхівки. Насіння еліптично-оберненояйцеподібне, асиметричне та часто виступаюче з одного боку, крила шкірясті та вузькі, повні навколо насінини. Цвіте з березня по квітень; плоди дозрівають у листопаді.

## Середовище
Зростає на висотах від 20 до 1200 метрів. Росте на піщаних ґрунтах на берегах річок. Йому потрібна постійна вологість ґрунту з дренажем. Основною загрозою для цього виду є повені з річки Машлак, а також роботи з управління водозбором та вирівнювання русла річки.

## Використання
Немає жодної задокументованої комерційної торгівлі або повідомлень про використання цього виду.